# نجم الحسن الهندي
السيد نجم الحسن بن علي أكبر الأمروهوي اللكهنوي (1279 هـ - 1360 هـ). هو رجل دين وفقيه ومرجع شيعي هندي بالإضافة إلى إلمامه بالشعر العربي.(1) وقد كانت ولادته بمدينة أمروهة [الإنجليزية] ولذا نُسب إليها ولُقِّب بلقب الأمروهوي، ثم هاجر إلى لكهنو وتوطّن بها فصار يُقال له اللكهنوي، وفي لكهنو درس عند المفتي محمد عباس في الأدب، وعند أبي الحسن بن علي شاه في الفقه، وعند أبي الحسن بن بنده حسين في العلوم العقلية. ثم استقل بالبحث والتدريس في مدرسة مشارع الشرايع بلكهنو، وقد أسس في ذلك البلد مدرسة الواعظين.
وقد ارتحل في فترة من فترات حياته إلى العراق للدراسة كما حكى ذلك محسن الأمين: وإليه الرحلة في الاستفادة والتحصيل؛ غير أنه لم يوضح الفترة التي ارتحل فيها إلى هناك، وكم استغرق وجوده في العراق، ولا تاريخ عودته إلى لكهنو. وفصّل القول بأن الأمروهوي له إجازات رواية من حسين بن خليل الطبيب الطهراني، ومحمد كاظم الطباطبائي اليزدي، وإسماعيل الصدر، وعبد الله المازندراني.

## مؤلفاته
من مؤلفاته:
| - سرادق عفت. كتاب بالأردوية يتحدث فيه عن وجوب الحجاب في الشريعة الإسلامية. - النبوة والخلافة. كتاب بالأردوية في إثبات النبوة والخلافة (الإمامة)، وقد ترجم وطبع باللغة الإنگليزية. | - التوحيد. هذا الكتاب بالأردوية، وقد ذكره الطهراني في موضعين من الذريعة؛ مرّة بعنوان التوحيد، ومرّة بعنوان الموحد. وقد ذكر أنه مطبوع ومترجم باللغتين الإنگليزية والگجراتية. - المحاسن. ذكر الطهراني أن هذه الرسالة باللغة الأردوية في حرمة حلق حلق اللحية. |

## الهوامش
- 1 - من أشعاره باللغة العربية قوله:[1]

ما كنت أهوى أراكا قط أو بانا * إلّا لما لهما شبه بليلانا

### كتب
- أعيان الشيعة. محسن الأمين، طبع بيروت - لبنان، تاريخ الطبع مفقود، منشورات دار التعارف.
- الذريعة إلى تصانيف الشيعة. آغا بزرگ الطهراني، طبع بيروت - لبنان، تاريخ الطبع مفقود، منشورات دار الأضواء.

### إشارات مرجعية
1. 1 2 3  
الأمين، محسن. أعيان الشيعة - ج10. ص. 205. مؤرشف من الأصل في 2019-12-14.
2. ↑  
الطهراني، آغا بزرگ. الذريعة إلى تصانيف الشيعة - ج12. ص. 164. مؤرشف من الأصل في 2020-01-10.
3. ↑  
الطهراني، آغا بزرگ. الذريعة إلى تصانيف الشيعة - ج24. ص. 40. مؤرشف من الأصل في 2019-12-15.
4. ↑  
الطهراني، آغا بزرگ. الذريعة إلى تصانيف الشيعة - ج4. ص. 483. مؤرشف من الأصل في 2020-01-10.
5. ↑  
الطهراني، آغا بزرگ. الذريعة إلى تصانيف الشيعة - ج23. ص. 253. مؤرشف من الأصل في 2020-01-10.
6. ↑  
الطهراني، آغا بزرگ. الذريعة إلى تصانيف الشيعة - ج20. ص. 123. مؤرشف من الأصل في 2020-01-10.